# Xiahou Dun
Xiahou Dun(夏侯惇), Großjährigkeitsname Yuanrang (元讓) (* 155; † 13. Juni 220) war ein General unter dem mächtigen Warlord Cao Cao zur Zeit der drei Reiche im alten China. Als einer seiner vertrautesten Männer half er dem Warlord bei seinen Feldzügen gegen Lü Bu und Sun Quan.

## Leben
Xiahou Dun wurde im Lande Qiao (heutiges Bozhou, Anhui) geboren. Im Alter von vierzehn Jahren tötete Xiahou Dun einen Mann, der seinen Lehrer beleidigt hatte. Sein hitziges Wesen war schon damals weit bekannt. Im Jahre 190 schloss sich Xiahou Dun dem Warlord Cao Cao an und nahm mit ihm zusammen an den Kämpfen der Koalition gegen Dong Zhuo teil, der den jungen Kaiser Xian als Geisel hielt.
Durch seine Verdienste in den ersten Schlachten gegen Dong Zhuo und in der Schlacht von Yanzhou ernannte Cao Cao ihn zum Kommandanten. Dennoch musste er im Jahre 194 als Kommandant in der Stadt Puyang zurückbleiben, während Cao Cao den Gouverneur Tao Qian besiegte, der seinen Vater Cao Song getötet hatte. Immerhin gelang es Xiahou Dun, Tao Qians General Cao Bao zu schlagen.
Als sich die Generäle Zhang Miao und Chen Gong gegen Cao Cao erhoben und sich Lü Bus wandernder Armee anschlossen, verlor Cao Cao bald die Kontrolle über die Yan-Provinz (heutiges Shandong). Xiahou Dun nahm eine kleine Kavallerieeinheit und brachte Cao Cao mit seiner Familie nach Juancheng. Auf dem Weg dorthin liefen sie Lü Bus Streitmacht über den Weg. Lu Bu wich einer Konfrontation aus und zog Richtung Puyang. Ohne seinen Kommandanten fiel die Stadt rasch, und Lü Bu schickte Boten zu Xiahou Dun, die seine Unterwerfung vortäuschten. Die Gesandtschaft nahm ihn dann in seinem eigenen Zelt als Geisel und verlangte ein horrendes Lösegeld.
Cao Caos General Han Hao blieb in dieser Krise gefasst. Er übernahm das Kommando über die Truppen und lehnte Verhandlungen mit den Geiselnehmern ab. Dann befahl er den Soldaten, das Zelt zu stürmen. Lu Bus Gesandte, die einen so brutalen Vorstoß nicht erwartet hatten, ergaben sich und wurden hingerichtet.
Als Cao Cao von dem Aufruhr erfuhr, kehrte er eilig zurück und belagerte Lu Bu in Puyang. Nach einhundert Tagen zwang eine Hungersnot Lu Bu, seine Position aufzugeben und bei Liu Bei in Xiapi Zuflucht zu nehmen. Bald aber verriet er ihn und übernahm Xiapi, während Liu Bei in die nahe Stadt Xiaopei zog. Im Jahre 198 befahl Lu Bu seinem General Gao Shun, auch diese Stadt einzunehmen. Auf Liu Beis Hilferuf schickte Cao Cao seinen General Xiahou Dun, der aber nichts gegen Gao Shun ausrichten konnte und die Schlacht verlor, nachdem er durch einen Pfeilschuss sein linkes Auge verloren hatte. Nachdem Cao Cao selbst einen Feldzug gegen Lu Bu geführt hatte, ernannte er Xiahou Dun zum Jinawu-General.
Xiahou Dun trieb danach ein landwirtschaftliches Programm in der Nähe von Chenliu (südöstlich vom heutigen Kaifeng, Henan). Er wies die Arbeiter an, den Taishou-Fluss (ein Nebenfluss des Huai-Flusses) mit Dämmen aufzustauen, so dass ein großer Sammelteich entstand. Im überfluteten Land ließ er die Bauern Reis pflanzen, der sie während der Hungerjahre am Leben hielt.
Nach dem Tode Cao Caos im Jahre 220 zwang sein Sohn und Erbe Cao Pi den letzten Han-Kaiser zur Abdankung und errichtete die Wei-Dynastie. Er ernannte Xiahou Dun zum Obergeneral. Wenige Monate später jedoch erkrankte Xiahou Dun und starb.

## In derGeschichte der drei Reiche

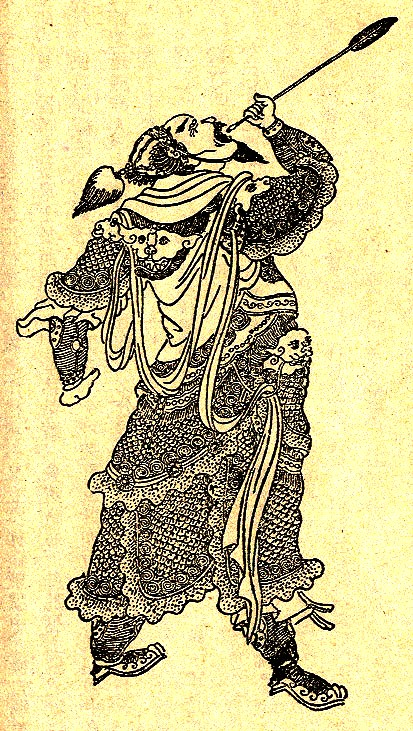
Porträt des Xiahou Dun, der sein eigenes Auge schluckt

In der Geschichte der drei Reiche, einem klassischen Roman von Luo Guanzhong, wird an der Gestalt Xiahou Duns besonders der Verlust seines Auges stilisiert.
Im Jahre 198 wird Xiahou Dun gegen Lu Bus Generäle Gao Shun und Cao Xing ausgesandt. Als seine Truppen über den Feind kommen, reitet Xiahou Dun voraus und ruft, den Speer schwingend, zum Zweikampf. Gao Shun nimmt es mit ihm auf und kämpft über vierzig oder fünfzig Runden, bevor er sich in Ahnung seiner Niederlage vor Xiahou Dun zurückzieht. Xiahou Dun verfolgt ihn weit hinter die feindlichen Linien.
Dann zielt Cao Xing und schießt einen Pfeil auf Xiahou Dun ab, der ihn genau im linken Auge trifft. Mit einem Schrei reißt Xiahou Dun den Pfeil heraus, auf dem sein Augapfel steckt. „Essenz meines Vaters, Blut meiner Mutter, ich kann dies nicht fortwerfen“, ruft er aus und schluckt das Auge.
Mit erhobenem Speer reitet Xiahou Dun direkt auf Cao Xing zu, dem keine Zeit zur Reaktion bleibt. Die Klinge trifft ihn ins Gesicht, und er stirbt noch neben seines Feindes Pferd.
Eine weitere Geschichte behandelt das Verhältnis zwischen Cao Cao und Xiahou Dun. Danach sollen sie entfernt verwandt gewesen sein, da Cao Teng, der Adoptivvater von Cao Caos Vater, ein Vetter von Xiahou Duns Großvater gewesen sei.

## Adaption
Anders als sein Herr Cao Cao wird Xiahou Dun eher als sympathische Figur betrachtet (womöglich wegen seiner Loyalität). Wenn er im Anime oder Manga auftaucht, wird er oft als einer von Cao Caos Spitzengenerälen und vertrautesten Ratgebern gezeigt. Er wird mutig und gemessen dargestellt, im Kontrast zu Cao Caos niederträchtigem Betrug und seiner Rücksichtslosigkeit.
In der Konsolenspielserie Dynasty Warriors von KOEI trägt Xiahou Dun ein gewaltiges Krummschwert und entweder eine Augenklappe oder einen Stoffstreifen über seinem verlorenen Auge. Er ist recht populär, da sein Kampfstil sowohl schnell als auch kraftvoll ist. Auch durch den kaltblütigen Umgang mit dem Verlust seines Auges zieht er viele Spieler in seinen Bann, der in Dynasty Warriors 3, 4 und 5 dargestellt wird. Allerdings wird seine Rede dazu von der Treue zu seiner Familie durch eine Phrase ersetzt, dass er gern ein Auge für Cao Caos Traum opfere.
In KOEIs Strategiespiel Romance of the Three Kingdoms kann Xiahou Dun sowohl gut als General als auch als Stadtkommandant eingesetzt werden.